# Fidel Negrete
Fidel Negrete (Fidel Negrete Gamboa; * 23. März 1932; † 17. November 2016) war ein mexikanischer Marathonläufer.
1962 gewann er bei den Zentralamerika- und Karibikspielen Silber im Halbmarathon. Im Jahr darauf siegte er bei den Panamerikanischen Spielen 1963 in São Paulo in 2:27:56 h.
Bei den Olympischen Spielen 1964 in Tokio kam er mit seiner persönlichen Bestzeit von 2:26:07 h auf den 21. Platz.
1963 wurde er Mexikanischer Meister im 30-km-Straßenlauf und 1965 im Marathon.